# 금분세가
《금분세가：그리운 시절》(金粉世家)은 2003년 방송되었던 중국의 드라마이다.

## 소개
- 부친이 현직 총리이며 위의 세 형들도 모두 출세하였지만 유유자적한 연서의 사랑이야기

## 등장 인물
- 천쿤 - 진옌시 역
- 둥제 - 렁추 역
- 류이페이 - 바이슈주 역
- 서로 (徐路) - 샤오롄 역
- 지수 (遲帥) - 류춘장 역
- 커우전하이 - 진취안 역
- 오경 (吴竞) - 진부인 역
- 차오전위 - 쑹취칭 역
- 황메이잉 (黄梅莹) - 령부인 역
- 손저 (孙宁) - 우페이팡 역

## 참고 사항
- 중국에서 종영한지 20년만에 중화TV에서 VOD 저작권을 구입했다 국내 방송일자는 1월 30일이다
- 극중 바이슈주 역을 맡았던 류이페이의 데뷔작 이기도 하다
- 샤오리엔과 진치엔 역을 맡았던 서로와 커우전하이는 안개비연가 이후 2년만에 재회하였다
- 해당 드라마는 중화TV에서 2007년도에 방송되었는데 16년만에 재편성하기로 결정했다.